# Hypenula flesalis
Hypenula flesalis là một loài bướm đêm trong họ Noctuidae.